# Metoda prób i błędów

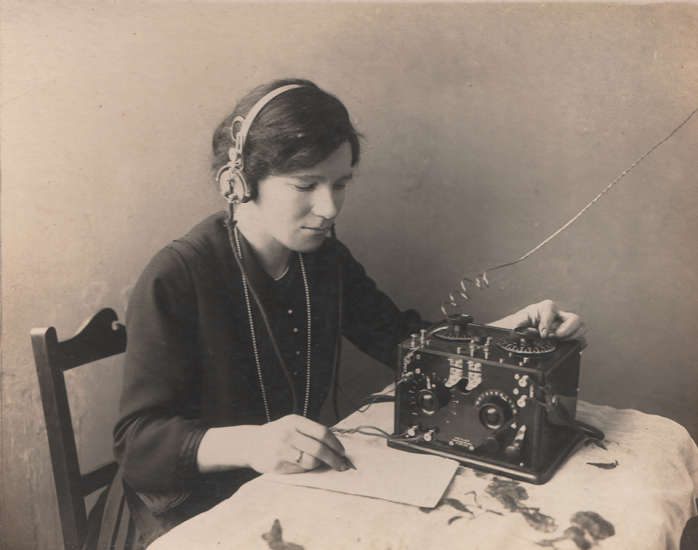
Kobieta siedząca przy biurku i słuchająca radia w 1922 roku. Dawniej pokrętła radioodbiorników nie miały podziałki w kHz ani MHz, więc stacji radiowych szukano metodą prób i błędów. Kiedy udało się znaleźć właściwą stację, zapisywano pozycję pokrętła, aby łatwiej odnaleźć tę stację w przyszłości.

Metoda prób i błędów – sposób rozwiązywania problemów teoretycznych lub osiągania celów praktycznych. Polega on na metodycznym powtarzaniu różnych zabiegów, o ile nie okazują się one skuteczne aż do osiągnięcia spodziewanego wyniku.
W węższym znaczeniu metoda prób i błędów to pewna metoda empiryczna. Dzieli się ona na etapy, którymi są: a) postawienie hipotezy, b) sprawdzenie hipotezy, c) postawienie kolejnej hipotezy, jeśli poprzednia okazała się fałszywa, d) sprawdzenie tej hipotezy – itd.